# Ï
La Ï (I con diéresis) es una letra utilizada en afrikáans, griego, ucraniano, francés, gallego, catalán y neerlandés.
Mayoritariamente se emplea con el fin de evitar el diptongo de palabras tales como maïs (maíz en francés y neerlandés), Oekraïne (Ucrania en afrikáans y neerlandés), naïf (ingenuo en francés), caïamos (caíamos en gallego) o raïm (uva en catalán).
En el ucraniano no tiene esa función, sino que se trata de una letra asociada al fonema /ji/ ("yi" transliterado en español). 
En español se puede usar en poesía con el mismo objetivo: forzar la lectura con hiato de vocales que ordinariamente forman diptongo, como vïuda.
En varias transcripciones de lenguas amerindias se usa para transcribir un "i central" es decir una vocal central cerrada cuyo signo AFI es ɨ.

## Unicode
En Unicode, la mayúscula Ï está codificada en U+00CF y la minúscula ï está codificada en U+00EF.
| Carácter      | Ï                                     | Ï                                     | ï                                   | ï                                   |
| ------------- | ------------------------------------- | ------------------------------------- | ----------------------------------- | ----------------------------------- |
| Unicode       | LATIN CAPITAL LETTER I WITH DIAERESIS | LATIN CAPITAL LETTER I WITH DIAERESIS | LATIN SMALL LETTER I WITH DIAERESIS | LATIN SMALL LETTER I WITH DIAERESIS |
| Codificación  | decimal                               | hex                                   | decimal                             | hex                                 |
| Unicode       | 207                                   | U+00CF                                | 239                                 | U+00EF                              |
| UTF-8         | 195 143                               | C3 8F                                 | 195 175                             | C3 AF                               |
| Ref. numérica | &#207;                                | &#xCF;                                | &#239;                              | &#xEF;                              |
| Ref. entidad  | &Iuml;                                | &Iuml;                                | &iuml;                              | &iuml;                              |